# José Manuel Corrales Vizcarra
José Manuel Corrales Vizcarra (Challabamba, 3 de mayo de 1964) es un ingeniero y político peruano. Actualmente ocupa el cargo de Consejero del Gobierno Regional del Cusco en representación de la provincia de Paucartambo.
Nació en Challabamba, provincia de Paucartambo, departamento del Cusco, el 3 de mayo de 1964. Cursó estudios superiores de Ingeniería Zootécnica en la Universidad Nacional de San Antonio Abad del Cusco titulándose en 1994. Desde entonces se desempeñó como profesor de enseñanza secundaria en su distrito natal y como funcionario público a la par que al cultivo e industrialización del Sauco.
Su experiencia política se inició en las elecciones municipales de 1998 cuando postuló sin éxito a la alcaldía del distrito de Challabamba, cargo que logró obtener dos veces en las elecciones municipales del 2002 y el 2010. No obtuvo la reelección ni en el 2006 ni en el 2018. En las elecciones del 2014 tentó sin éxito la alcaldía provincial de Paucartambo. El 2022 participó como candidato a consejero regional por el Partido Político Nacional Perú Libre obteniendo la representación. Perú Libre fue la cuarta agrupación política por la que se presentó a elecciones siendo las anteriores Somos Perú, Autogobierno Ayllu y Siempre Unidos.